# Verhuizing

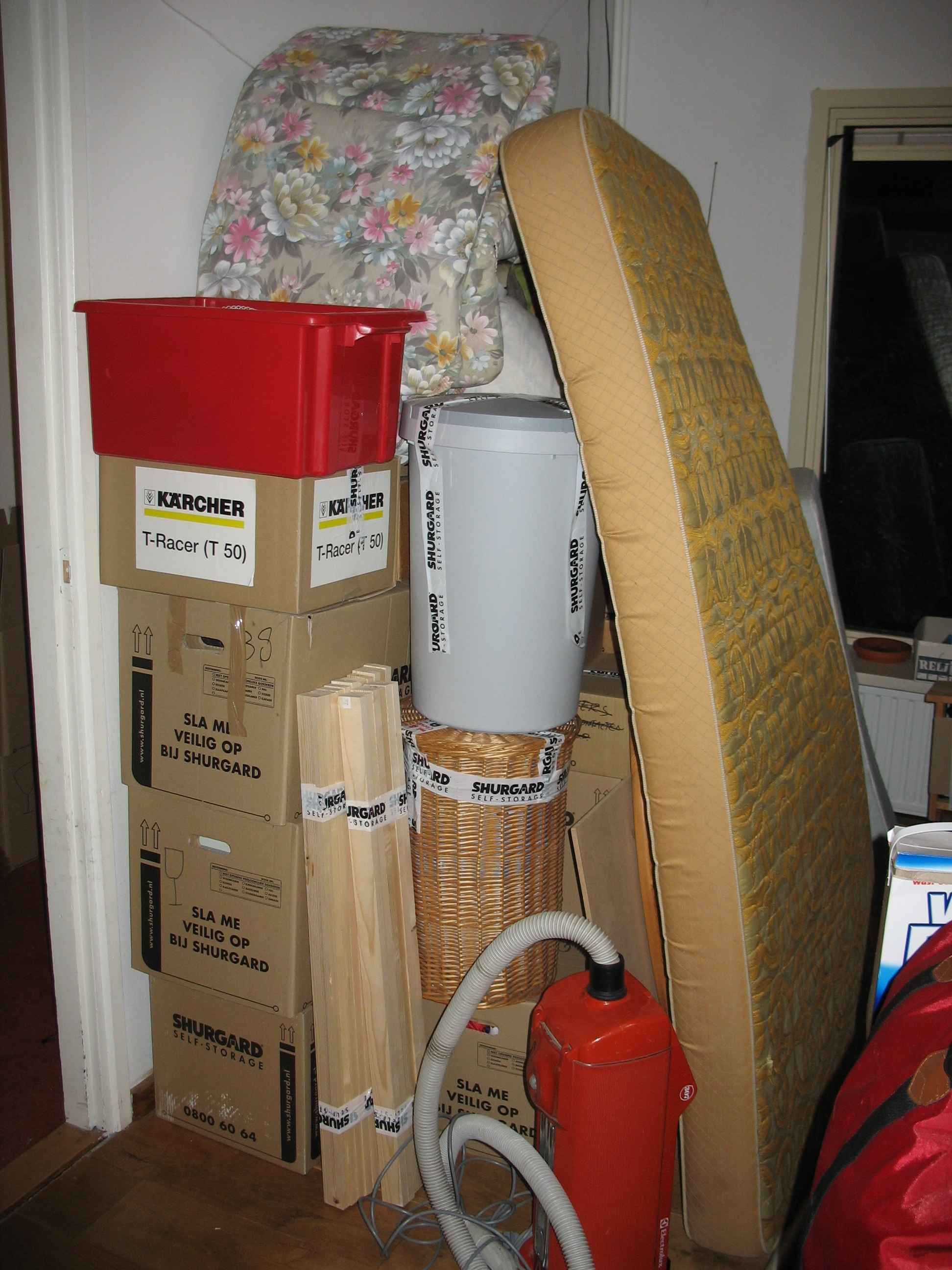
Spullen ingepakt voor verhuizing

Een verhuizing of verhuis is het proces waarbij een huishouden of een persoon diens woning verlaat en zich in een andere woning vestigt. Een verhuizing kan zowel naar een woning in de buurt als naar een in een andere streek zijn. Wanneer mensen verhuizen naar een ander land is er sprake van emigratie.
Bijna 80% van alle verhuizingen worden door de mensen zelf uitgevoerd, vaak samen met vrienden en familie. Verhuizingen worden daarnaast ook gedaan door verhuisbedrijven. 
Er zijn verschillende redenen om te verhuizen, zoals in de buurt wonen van waar men werkt of onderwijs geniet. Voor studenten zijn er maar een beperkt aantal steden in een land waar hoger onderwijs wordt gegeven aan universiteiten of hogescholen, waardoor men voor zijn vervolgopleiding vaak uit het ouderlijk huis vertrekt om "op kamers" (Nederland) of "op kot" (Vlaanderen) te gaan, bijvoorbeeld in een studentenhuis.
Verhuizen wordt als een van de belangrijkste oorzaken van stress en spanningen tussen partners genoemd. Als men hierbij ook nog een geliefde omgeving of woonplaats verlaat, kan men zelfs heimwee krijgen naar het oude huis, zeker in het begin, als men nog maar net in het nieuwe huis woont.

## Verhuizen in de 18e eeuw
In Nederland moest men, als men wilde verhuizen naar een andere stad, vanaf het eind van de 17e eeuw een akte van indemniteit overleggen in de nieuwe woonplaats. In de akte verklaarde een instantie uit de vorige stad dat deze garant stond, mocht de persoon in de nieuwe woonplaats tot armoede vervallen. De reden dat om deze akte werd gevraagd was de toenemende armoede aan het eind van de gouden eeuw.